# Clăbucetul Taurului
A Clăbucetul Taurului egy hegytömb a Baj-hegységben, Brassó és Prahova megyék határán. Kedvelt kirándulóhely; az északi és északkeleti lejtőkön sípályákat alakítottak ki, két csúcsáról pedig kiváló kilátás nyílik a környező hegységekre.

## Elnevezése
A román clăbucet szó süveget, sapkát jelent. Gyakran előfordul földrajzi nevekben alacsony, lekerekített hegyek neveként (Clăbucetul Azugii, Clăbucetul Baiului stb); a Clăbucetul Taurului szó szerinti fordítása Bika süvege. Magyar nyelvű útleírásokban néhol Bikakelebucs néven jelenik meg.

## Fekvése, leírása
Észak-dél irányban húzódik Predeál és Azuga városai között, nyugati határa a Prahova völgye, keleti határa a Limbășel patak völgye. Korai krétai meszes-homokköves flisből épül fel. Nagy részét fenyvesek fedik, melyek nagy magasságban havasi legelőknek adják át helyüket. Két kimagasló csúcsa az északi, 1456 méteres Clăbucet-csúcs és a déli, 1520 méteres Clăbucetul Taurului-csúcs (helyi nevén Pițiponcu). A kettő közötti nyeregben, 1324 méter magasságban van a Cabana Gârbova menedékház, ahol étkezni és aludni is lehet.
Mindkét csúcsról csodálatos panoráma nyílik a környező hegységekre: a Baj vonulataira, a Bucsecsre, a Királykőre, a Keresztényhavasra, a Nagykőhavasra, a Csukásra. Az északi csúcs közeléből indulnak északi irányba a sípályák; fekvésüknek köszönhetően több hónapon keresztül borítja őket hó.
A hegytömb bármely évszakban és rossz időjárási körülmények között is bejárható, a hegycsúcsok megmászása sem igényel különleges erőnlétet vagy felszereltséget. Predeál felől a sípályától induló kék háromszöggel jelölt turistaút visz fel a hegyre; télen a sífelvonóval is fel lehet jutni az északi csúcsig. Azuga felől két jelzett ösvény indul: a kék háromszög a DN1 főúton található benzinkút közeléből, a kék pont pedig a város felső részéből. A hegy megközelíthető a Limbășel völgyéből (kék pont) és a Nagykőhavas irányából (kék kereszt) is.

## Helytörténet
A hegy a 19. század elején a Filipescu család tulajdona volt, majd 1844-ben Alecu Filipescu-Vulpea bojár átadta a predeáli kolostornak. 1863-ban a román kolostorok javait szekularizálták, így az állam tulajdonába került. A 19. század végén a román koronabirtok (Domeniile Coroanei) része lett.
1916 őszén, az első világháborúban a környék a központi hatalmak és a román csapatok közötti harcok egyik színhelye volt. Predeál elvesztése után a románok a várostól délre magasodó hegyekbe vonultak vissza. Számbeli és technológiai fölényüknek köszönhetően a központiak onnan is kiűzték a románokat, ellenőrzésük alá vonva az Azuga folyó völgyét. Elkeseredett harcok után a frontvonal Azuga városától délre stabilizálódott. A Clăbucetul Taurului-csúcs közelében máig kivehetőek a bombatölcsérek. 2018-ban a csúcson emlékművet állítottak a harcokban elesettek emlékére.
A Predeál környéki hegyekben már a 20. század elejétől népszerű volt a síelés. A Clăbucet első sípályáját 1942-ben alakították ki, az első felvonót 1964-ben helyezték üzembe. Az északi csúcson egy 80 ágyas menedékház is volt (Clăbucet Plecare), ám 1999-ben leégett, jelenleg romokban áll.

## Képek

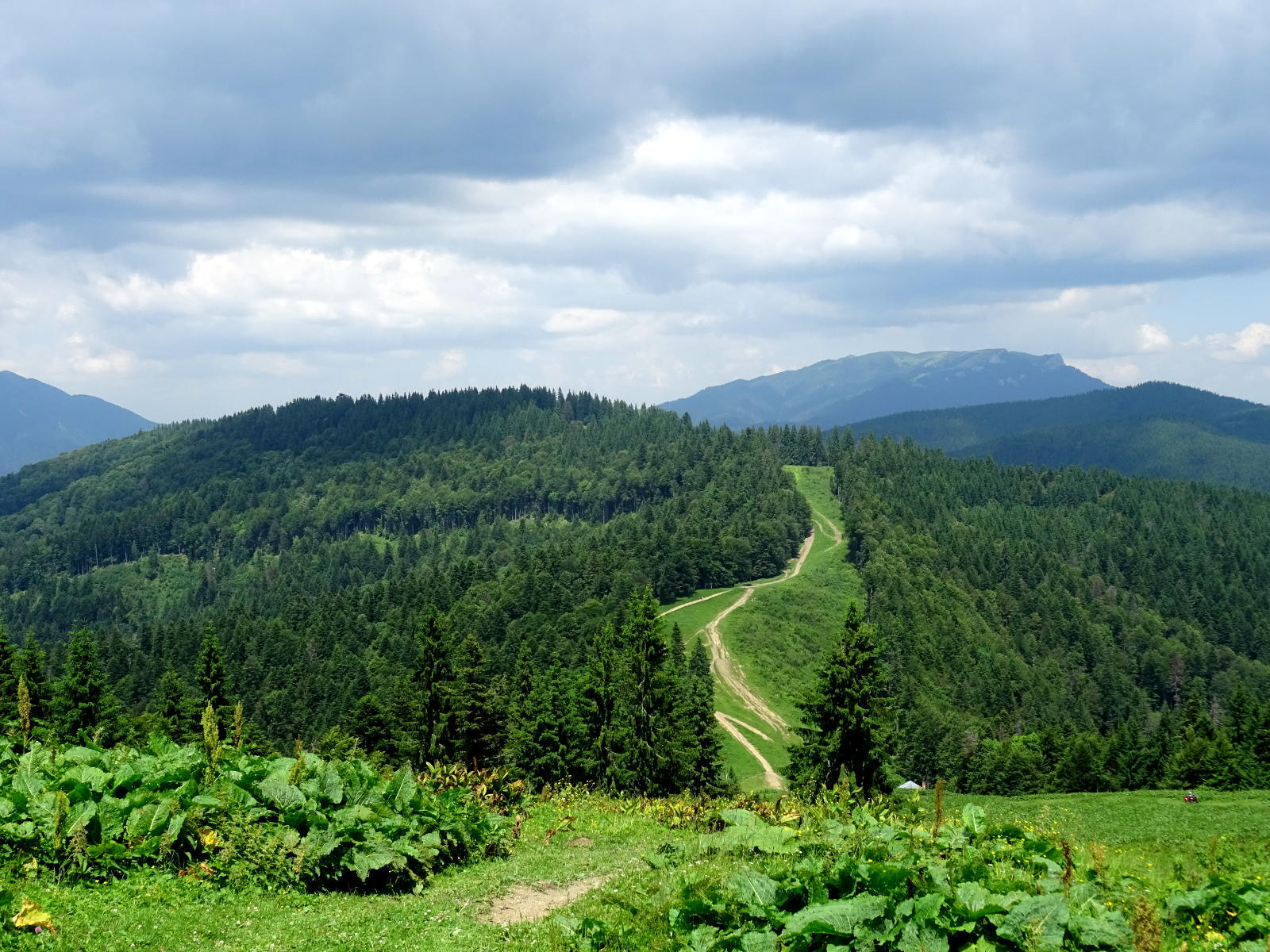
A főgerinc
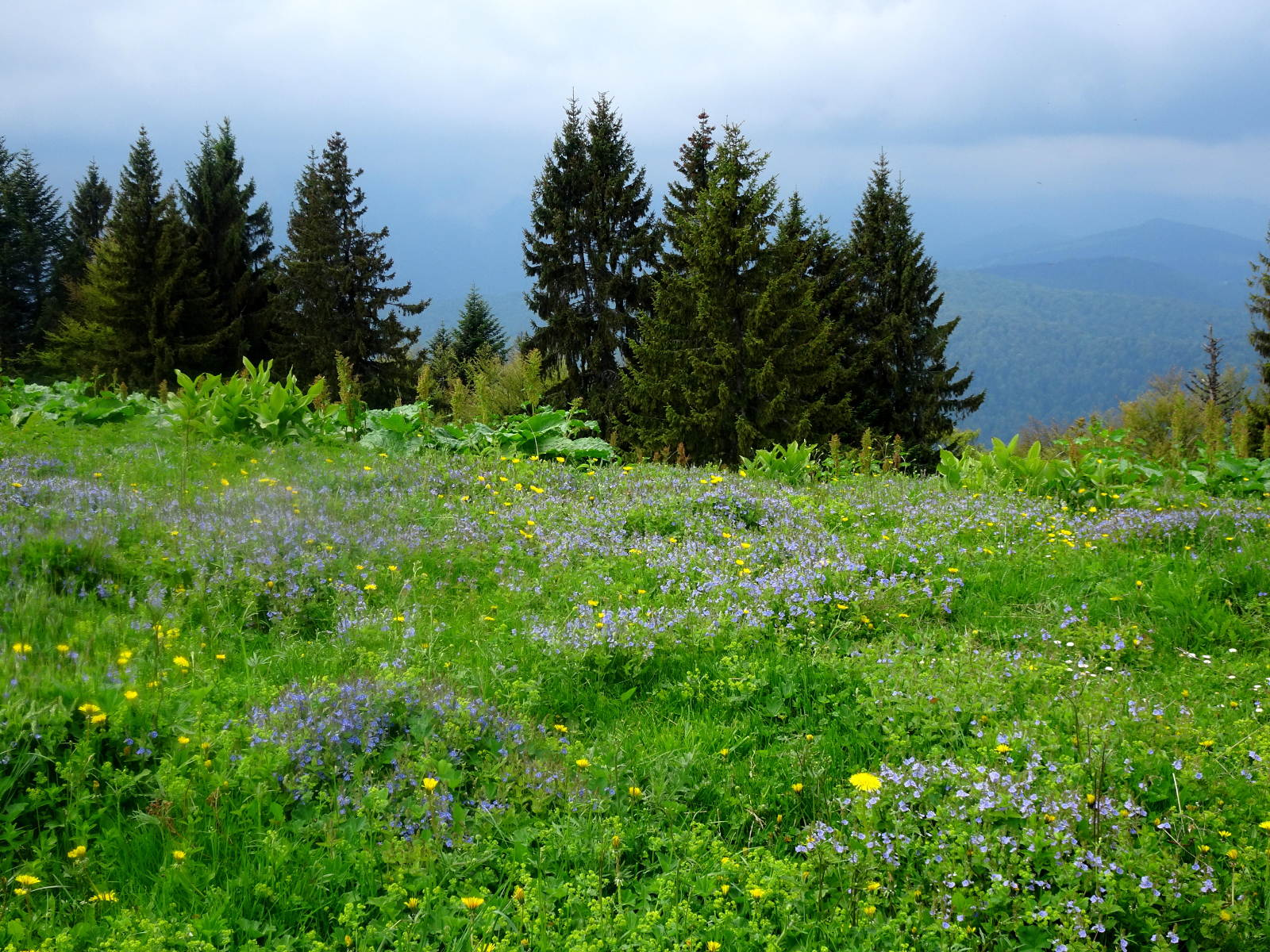
Havasi táj
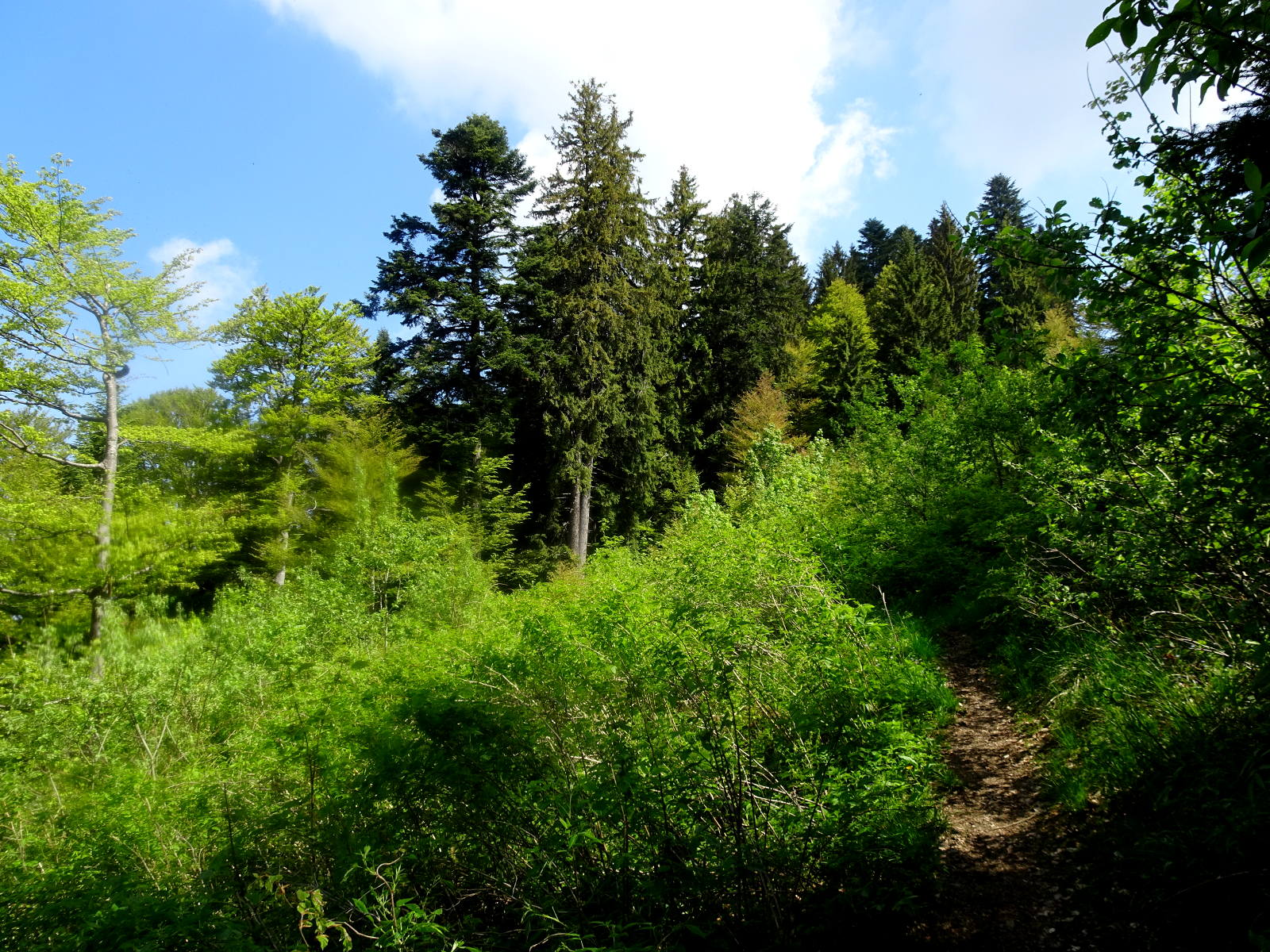
Útvonal Predeál felől
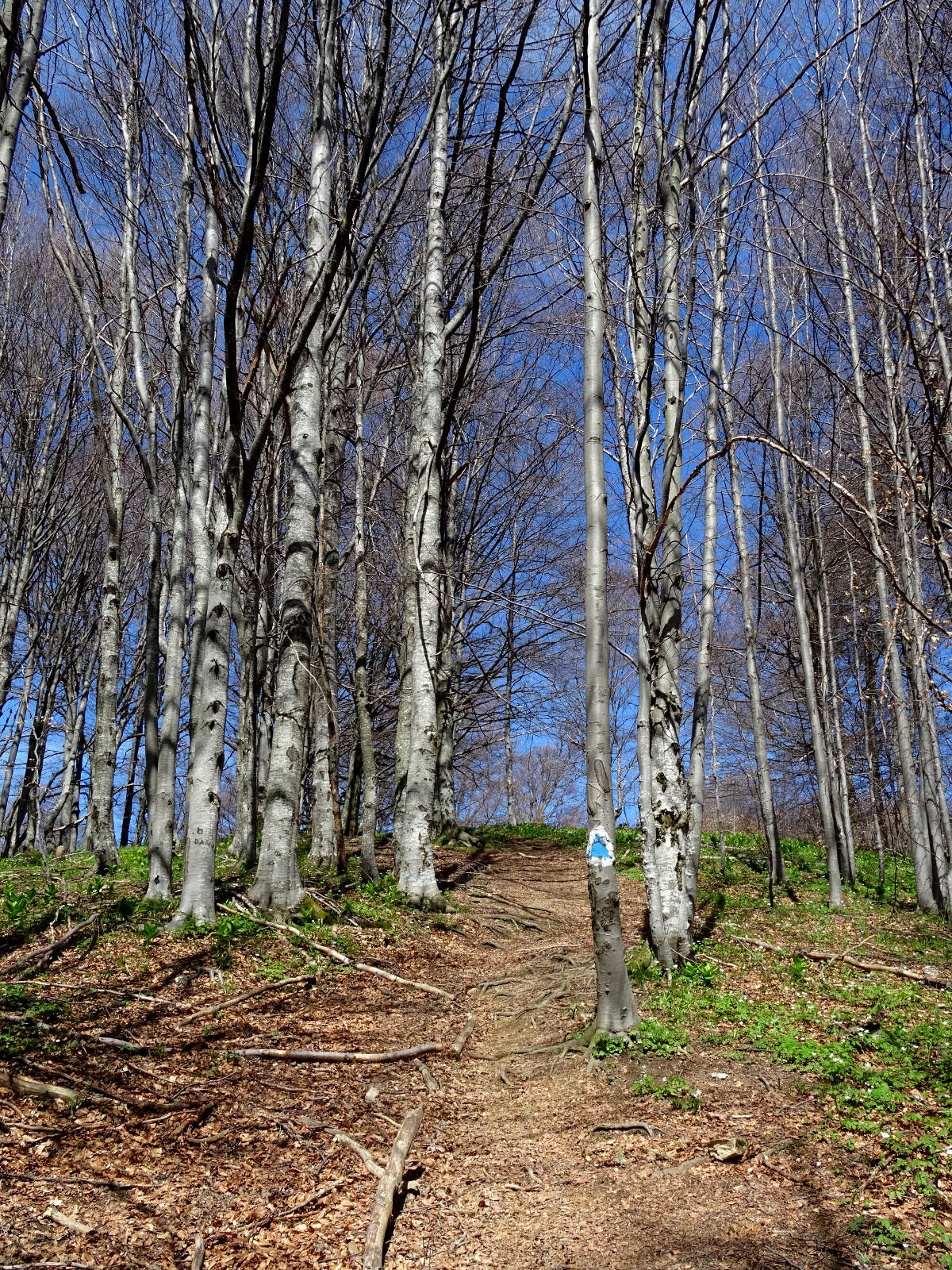
Útvonal Azuga felől